# Errol Spence
Errol Spence junior (* 3. März 1990 in Dallas) ist ein US-amerikanischer Profiboxer und Weltmeister der IBF (Mai 2017) und WBC (September 2019) im Weltergewicht. Die Fachzeitschrift The Ring führte ihn 2021 als besten aktiven Weltergewichts-Boxer.

## Amateurkarriere
Er begann 2005 im Alter von 15 Jahren mit dem Boxsport und gewann noch im selben Jahr die Texas State Silver Gloves. 2008 wurde er US-amerikanischer Jugendmeister im Weltergewicht, sowie 2009, 2010 und 2011 US-amerikanischer Meister im Weltergewicht. Zudem gewann er 2009 auch die National Golden Gloves und erreichte beim selben Event 2010 den zweiten Platz. Zudem gewann er mit Finalsieg gegen Taras Schelestjuk das französische 4-Nationen-Turnier in Berck und konnte 2011 die US-amerikanische Olympiaqualifikation für sich entscheiden.
Somit nahm er 2012 an den 30. Olympischen Sommerspielen in London teil, wo er in der Vorrunde Myke Carvalho aus Brasilien 16:10 besiegte und ins Achtelfinale einzog. Dort traf er auf den Inder Vikas Krishan, dem er mit 13:15 knapp nach Punkten unterlag. Nach Protest des amerikanischen Teams und Auswertung der Videoaufzeichnungen durch die AIBA, korrigierte der Weltverband das Urteil auf einen 15:13-Punktsieg für den Amerikaner. Laut AIBA waren mehrere Fouls des Inders und daraus resultierende Punktgewinne für Spence nicht berücksichtigt worden. Beim anschließenden Viertelfinalkampf ging es um den Einzug ins Halbfinale und damit sicheren Gewinn einer Olympiamedaille. Dieses Duell verlor Spence jedoch mit 11:16 gegen den Russen Andrei Samkowoi, den er kurz vor den olympischen Spielen noch beim Chemiepokal in Halle besiegt hatte.
Weitere internationale Teilnahmen bestritt er 2008 bei den 1. Jugend-Weltmeisterschaften in Guadalajara, wo er im Viertelfinale gegen Boturjon Machmudow aus Usbekistan ausschied, nachdem er zuvor Alex Theran aus Kolumbien und Taras Makarow aus der Ukraine geschlagen hatte. Bei den 15. Weltmeisterschaften in Mailand, verlor er noch im ersten Kampf gegen Carlos Banteur aus Kuba. Bei den 16. Weltmeisterschaften in Baku 2011, setzte er sich gegen Amin Ghasemipour aus dem Iran, Custio Clayton aus Kanada und Balázs Bácskai aus Ungarn durch, ehe er im Viertelfinale gegen Serik Säpijew aus Kasachstan scheiterte.
Er beendete seine Amateurlaufbahn 2012 mit 135 Siegen aus 147 Kämpfen.

## Profikarriere
Unter Golden Boy Promotions von Óscar de la Hoya wechselte er ins Profilager und gewann seinen ersten Kampf am 9. November 2012 durch K. o. in der dritten Runde. Im April 2015 gewann er gegen Samuel Vargas (20-1). Im Juni 2015 gelang ihm zudem ein Sieg durch T.K.o. in der dritten Runde gegen Phil Lo Greco (26-1). Im September 2015 schlug er Chris van Heerden (23-1) durch T.K.o. in der achten Runde. Einen weiteren vorzeitigen Sieg errang er im November 2015 gegen Alejandro Barrera (28-2).
Im April 2016 gewann er vorzeitig gegen Chris Algieri (21-2). Im August 2016 besiegte er Leonard Bundu (33-1) durch einen K. o. in der sechsten Runde. Am 27. Mai 2017 schlug er Kell Brook (36-1) beim Kampf um den IBF-Titel durch Knockout in der elften Runde. Im Januar 2018 besiegte er Lamont Peterson (35-3) vorzeitig in der siebenten Runde. Am 16. Juni 2018 verteidigte er seinen Titel durch K. o. gegen Carlos Ocampo (22-0).
Seine nächste Titelverteidigung gewann er am 16. März 2019 einstimmig gegen Miguel García (39-0). Den WBC-Weltmeistertitel gewann er am 28. September 2019 durch einen Punktesieg gegen Shawn Porter (30-2). Im Dezember 2020 siegte er einstimmig gegen Danny García (36-2).

## Liste der Profikämpfe
| 28 Siege (22 K.-o.-Siege), 1 Niederlagen, 0 Unentschieden |               |                                                     |                                                                 |                                               |
| Jahr                                                      | Tag           | Ort                                                 | Gegner                                                          | Ergebnis für Spence                           |
| 2012                                                      | 9. November   | Fantasy Springs Casino, Indio, USA                  | Jonathan Garcia Profidebüt                                      | Sieg / KO 3. Runde                            |
| 2012                                                      | 15. Dezember  | Los Angeles Memorial Sports Arena, Los Angeles, USA | Richard Andrews                                                 | Sieg / TKO 3. Runde                           |
| 2013                                                      | 26. Januar    | Hard Rock Hotel and Casino, Las Vegas, USA          | Nathan Butcher                                                  | Sieg / TKO 1. Runde                           |
| 2013                                                      | 2. März       | Lady of the Lake University Gym, San Antonio, USA   | Luis Torres                                                     | Punktsieg (einstimmig) / 4 Runden             |
| 2013                                                      | 3. Mai        | Cosmopolitan of Las Vegas, Las Vegas, USA           | Brandon Hoskins                                                 | Sieg / TKO 1. Runde                           |
| 2013                                                      | 1. Juni       | BB&T Center, Sunrise, USA                           | Guillermo Ibarra                                                | Sieg / KO 1. Runde                            |
| 2013                                                      | 20. Juli      | Fantasy Springs Casino, Indio, USA                  | Eddie Cordova                                                   | Sieg / KO 1. Runde                            |
| 2013                                                      | 12. September | MGM Grand Hotel, Las Vegas, USA                     | Jesus Tavera                                                    | Sieg / TKO 1. Runde                           |
| 2013                                                      | 14. Oktober   | BB&T Center, Sunrise, USA                           | Emmanuel Lartei Lartey                                          | Punktsieg (einstimmig) / 8 Runden             |
| 2013                                                      | 13. Dezember  | Fantasy Springs Casino, Indio, USA                  | Gerardo Cuevas                                                  | Sieg / Aufgabe 1. Runde                       |
| 2014                                                      | 10. Februar   | Cowboys Dance Hall, San Antonio, USA                | Peter Oluoch                                                    | Sieg / KO 4. Runde                            |
| 2014                                                      | 18. April     | Illusions Theater, San Antonio, USA                 | Raymond Charles                                                 | Sieg / TKO 1. Runde                           |
| 2014                                                      | 27. Juni      | Hard Rock Hotel and Casino, Las Vegas, USA          | Ronald Cruz                                                     | Punktsieg (einstimmig) / 10 Runden            |
| 2014                                                      | 11. September | Hard Rock Hotel and Casino, Las Vegas, USA          | Noe Bolanos                                                     | Sieg / Aufgabe 2. Runde                       |
| 2014                                                      | 13. Dezember  | MGM Grand Garden Arena, Las Vegas, USA              | Francisco Javier Castro                                         | Sieg / TKO 5. Runde                           |
| 2015                                                      | 11. April     | Barclays Center, Brooklyn, USA                      | Samuel Vargas                                                   | Sieg / TKO 4. Runde                           |
| 2015                                                      | 20. Juni      | MGM Grand Garden Arena, Las Vegas, USA              | Phil Lo Greco                                                   | Sieg / TKO 3. Runde                           |
| 2015                                                      | 11. September | Ricoh Coliseum, Toronto, Kanada                     | Chris van Heerden                                               | Sieg / TKO 8. Runde                           |
| 2015                                                      | 28. November  | The Bomb Factory, Dallas, USA                       | Alejandro Barrera                                               | Sieg / TKO 5. Runde                           |
| 2016                                                      | 16. April     | Barclays Center, Brooklyn, USA                      | Chris Algieri                                                   | Sieg / TKO 5. Runde                           |
| 2016                                                      | 21. August    | Ford Amphitheater, Coney Island, USA                | Leonard Bundu                                                   | Sieg / KO 6. Runde                            |
| 2017                                                      | 27. Mai       | Bramall Lane, Sheffield, Großbritannien             | Kell Brook IBF-Weltergewicht-Weltmeisterschaft                  | Sieg / KO 11. Runde                           |
| 2018                                                      | 20. Januar    | Barclays Center, Brooklyn, USA                      | Lamont Peterson IBF-Weltergewicht-Titelverteidigung             | Sieg / Aufgabe 7. Runde                       |
| 2018                                                      | 16. Juni      | The Ford Center at The Star, Frisco, USA            | Carlos Ocampo IBF-Weltergewicht-Titelverteidigung               | Sieg / KO 1. Runde                            |
| 2019                                                      | 16. März      | AT&T Stadium, Arlington, USA                        | Miguel Ángel García IBF-Weltergewicht-Titelverteidigung         | Punktsieg (einstimmig) / 12 Runden            |
| 2019                                                      | 28. September | Staples Center, Los Angeles, USA                    | Shawn Porter IBF/WBC-Weltergewicht-Titelvereinigung             | Punktsieg (geteilte Entscheidung) / 12 Runden |
| 2020                                                      | 5. Dezember   | AT&T Stadium, Arlington, USA                        | Danny García IBF/WBC-Weltergewicht-Titelverteidigung            | Punktsieg (einstimmig) / 12 Runden            |
| 2022                                                      | 16. April     | AT&T Stadium, Arlington, USA                        | Yordenis Ugás IBF/WBA/WBC-Weltergewicht-Titelvereinigung        | Sieg / TKO 10. Runde                          |
| 2023                                                      | 29. Juli      | T-Mobile Arena, Las Vegas, USA                      | Terence Crawford IBF/WBA/WBC/WBO-Weltergewicht-Titelvereinigung | Niederlage / TKO 9. Runde                     |
| Quelle: Errol Spence in der BoxRec-Datenbank              |               |                                                     |                                                                 |                                               |